# Marida (Sklavin)
Marida (arabisch ماردة, DMG Mārida, geboren im 8. Jahrhundert in Kufa; gestorben im 9. Jahrhundert) war eine Sklavin und Konkubine des fünften Abbasiden-Kalifen Harun ar-Raschid (reg. 786–809) und als Umm Walad Mutter des achten Abbasiden-Kalifen al-Muʿtasim (reg. 833–842).

## Leben
Marida entstammte einer Familie aus dem zentralasiatischen Sogdien und wurde im irakischen Kufa geboren.
Als Sklavenkonkubine kam sie um 786 in den Besitz von Harun ar-Raschid, der mit ihr fünf Kinder zeugte: den späteren Kalifen al-Muʿtasim (Abu Ishaq), Abu Ismail, Umm Habib und zwei weitere Kinder, deren Namen unbekannt sind. Al-Mu'tasim war womöglich nicht das älteste ihrer Kinder, da er erst rund zehn Jahre nach Maridas Übergang in den Besitz von Harun ar-Raschid geboren wurde.
Marida gehörte wohl zu den Lieblingskonkubinen von Harun ar-Raschid.

## Rezeption
In der klassisch-arabischen Literatur wird Marida unter anderem erwähnt in den Geschichtswerken von at-Tabari (839–923) und Sibt Ibn Dschauzi (1185–1256).

## Wissenswertes
Nach Sibt ibn al-Dschauzi lautete ihr Name Marida bint Schabib (ماردة بنت شبيب).